# Căscioarele (gmina Găiseni)
Căscioarele – wieś w Rumunii, w okręgu Giurgiu, w gminie Găiseni. W 2011 roku liczyła 2119 mieszkańców.